# خلیج آمبارچیک
خلیج آمبارچیک (روسی: бухта Амбарчик) یک خلیج در دریای سیبری شرقی و جمهوری یاقوتستان کشور روسیه است.